# Doug Chiang
Doug Chiang, né le 16 février 1962 à Taipei (Taïwan), est un artiste et réalisateur américain, spécialisé dans les effets spéciaux.

## Biographie
Il a suivi des études en filmographie à UCLA et en design industriel.
Durant les années 1980 et 1990, il a travaillé pour divers studios d'Hollywood en qualité d'ingénieur graphiste et de coordinateur des effets spéciaux, notamment pour la société Lucasfilm.
En 2004, il a cofondé la société Ice Blink Studios, qui a été absorbée en 2007 par la société Image Movers Digital.
Il a créé il y a quelques années la société DC Studios.
Outre ses activités en lien avec le cinéma, il a coécrit avec Orson Scott Card un livre de science-fiction : Robota (en).
En 2013, Doug Chiang rejoint Lucasfilm afin de travailler sur Star Wars, épisode VII : Le Réveil de la Force. En tant que vice-président et directeur artistique de Lucasfilm, il est associé à de multiples projets de la franchise Star Wars. Il est le directeur artistique du film Rogue One: A Star Wars Story et des séries The Mandalorian, Le livre de Boba Fett et Obi-Wan Kenobi,.
Il a également participé à la création de Star Wars: Galaxy's Edge, zone thématique pour les parcs Disney.

## Filmographie (contribution aux effets spéciaux)

### Cinéma
- 1990 : Ghost de Jerry Zucker (visual effects art director)
- 1991 : The Doors de Oliver Stone (visual effects art director)
- 1991 : Dans la peau d'une blonde de Blake Edwards (visual effects art director)
- 1991 : Terminator 2 de James Cameron (visual effects art director)
- 1992 : La mort vous va si bien de Robert Zemeckis (visual effects art director)
- 1994 : Forrest Gump de Robert Zemeckis (visual effects art director)
- 1994 : The Mask de Chuck Russel (visual effects art direction supervisor)
- 1995 : Jumanji de Joe Johnston (visual effects art director)
- 1999 : Star Wars, épisode I : La Menace Fantôme de George Lucas (design director, visual effects production designer)
- 2002 : Star Wars, épisode II : L'Attaque des clones de George Lucas (concept design supervisor)
- 2004 : Le Pôle Express de Robert Zemeckis (production designer)
- 2005 : La Guerre des mondes de Steven Spielberg (concept artist)
- 2006 : Monster House de Gil Kenan (concept design supervisor)
- 2007 : La Légende de Beowulf de Robert Zemeckis (production designer)
- 2009 : Le Drôle de Noël de Scrooge de Robert Zemeckis (production designer)
- 2011 : Milo sur Mars de Simon Wells (production designer)
- 2015 : Star Wars, épisode VII de J.J. Abrams (concept artist)
- 2016 : Rogue One: A Star Wars Story de Gareth Edwards
- 2018 : Solo: A Star Wars Story de Ron Howard
- 2019 : Star Wars, épisode IX : L'Ascension de Skywalker de J. J. Abrams
- 2026 : The Mandalorian and Grogu de Jon Favreau

### Télévision
- 2019 : The Mandalorian
- 2022 : Obi-Wan Kenobi
- 2022 : Pinocchio (chef décorateur)[3],[4]
- 2024 : Skeleton Crew